# Étienne Lombard
Étienne Lombard (Nogent-sur-Marne, 9 août 1868 - Paris, 30 juin 1920) est un oto-rhino-laryngologiste et chirurgien français. Il a découvert l'effet Lombard, par lequel la voix d'une personne s'élève involontairement lorsqu'elle parle dans un environnement bruyant,,,.

## Biographie
Il travaillait à l'Hôpital Lariboisière, et fut le premier « oto-rhino-laryngologiste des Hôpitaux » de France. Il a mis au point de nouvelles techniques chirurgicales, et une nouvelle forme de pince à os. Pendant la Première Guerre mondiale, il a étudié les effets des explosions aériennes sur 600 aviateurs, mais n'a pas pu mener à terme ces recherches en raison d'une maladie qui a entraîné sa mort prématurée.

### L'effet Lombard
Le « symptôme de la voix élevée » a été découvert en 1909. Cela a été rendu possible grâce à l'invention d'un appareil par le médecin viennois Robert Bárány qui fournissait un bruit intense à une seule oreille et permettait ainsi l'examen monaural de l'autre oreille. À l'aide de cet appareil, Lombard a demandé à une personne de commencer à parler alors qu'elle recevait du bruit. Il a constaté que lorsque le bruit démarrait, la personne parlait plus fort, tandis que lorsque le bruit s'interrompait, la voix revenait à un niveau normal p. 678-680.
Cette découverte fut communiquée à l'Académie française des sciences en août 1909, puis, en avril de l'année suivante, à l'Académie française de médecine. En 1910, des publications allemandes attribuèrent pourtant cette découverte à Robert Bárány, ce qui provoqua une dispute entre les intéressés. La priorité chronologique entre les deux chercheursa été établie lorsque le médecin anglais Donald Schearer a décrit comment il avait apporté la nouvelle de la découverte, de Paris à Vienne, en novembre 1909 pp. 677-678. (Notons que Bárány reçut le prix Nobel de physiologie ou médecine en 1914, pour d'autres travaux.)
La découverte de Lombard est importante pour quatre raisons principales.
- Elle fournit un moyen de détecter la simulation par une perte auditive simulée
- Elle sous-tend la recherche sur la communication vocale dans le bruit (qui constitue un problème pratique important)
- Elle aide les chercheurs à comprendre comment l'imitation et la parole sont modifiées par le feedback auditif.
- Elle identifie un rôle joué, dans la parole, par des processus impliquant un servomécanisme.

Étienne Lombard est enterré au cimetière du Père Lachaise à Paris.